# Adenauer-de Gaulle-priset
Adenauer-de Gaulle-priset (tyska Adenauer-de Gaulle-Preis) är en utmärkelse som delas ut till personer som arbetar för det tysk-franska samarbetet. Det har fått sitt namn efter Tysklands tidigare förbundskansler Konrad Adenauer och Frankrikes tidigare president Charles de Gaulle. De arbetade för en försoning mellan länderna som skapade Élysée-fördraget 1963. 